# Ръыпильгын
Ръыпильгын (Рыпи́льгын, Рыпыльхин) — обширная мелководная лагуна на арктическом побережье Чукотского моря, южнее мыса Энмыкай. Относится к территории Шмидтовского района Чукотского автономного округа.
Название в переводе с чук. Ръыпилгын — «илистая горловина».
Отделена от акватории моря узкой и длинной песчаной косой, вытянутой в широтном направлении. Лагуна разделена на две части небольшим перешейком, где устроен морской причал посёлка Ленинградский. В восточной части лагуны на косе установлен навигационный световой знак.
Побережье вокруг залива сильно заболочено, имеется множество термокарстовых озёр, с несколькими из которых лагуна последовательно соединена короткими протоками (урочище Увэран). В Ръыпильгын впадают: Рывеем, Северный, и несколько безымянных ручьёв.
Средние глубины составляют 0,5-0,8 м, максимальные не превышают 1,5-1,7 м Донный грунт илистый. Берега сложены гравийно-галечным материалом с песчаным заполнителем.
Воды лагуны опреснены реками, в разных частях лагуны минерализация существенно колеблется от 0,5 до 18-19 г/л и повышается в связи с приливными и нагонными явлениями до 24 г/л. В солевом составе лагунных вод, как и морских, преобладает NaCl, величина pH в пределах 6,7—7,8.